# Tàu điện ngầm Đào Viên
Tàu điện ngầm Đào Viên (trước đây là Đường sắt vận chuyển Đào Viên và tên chính thức là Hệ thống tàu điện ngầm Đào Viên) là một hệ thống tàu điện ngầm ở thành phố Đào Viên ở Đài Loan. Hệ thống dự kiến bao gồm 5 tuyến. Hệ thống mở cửa dịch vụ vào ngày 2 tháng 3 năm cùng với sự mở cửa của Sân bay Đào Viên MRT.

## Lịch sử
- Ngày 2 tháng 3 năm 2017: Tuyến tím (tên đầy đủ là Sân bay Đào Viên MRT) đã mở cửa dịch vụ.

## Hệ thống và quản lý

### Tuyến
| Tuyến | Tuyến                | Tuyến                | Ga cuối (Quận, Thành phố)      | Ga cuối (Quận, Thành phố)       | Ga | Độ dài (km) | Depot    |
| ----- | -------------------- | -------------------- | ------------------------------ | ------------------------------- | -- | ----------- | -------- |
| A     | Sân bay Đào Viên MRT | Sân bay Đào Viên MRT | Đài Bắc (Trung Chính, Đài Bắc) | Hoàn Bắc (Trung Lịch, Đào Viên) | 21 | 51.03       | Thanh Bộ |

## Hạ tầng

### Tàu
Tàu đến sân bay gồm hai loại, thông thường và tàu tốc hành. Tàu tốc hành chỉ dừng tại Đài Bắc, Khu công nghiệp Tân Bắc, Bệnh viện Trường Canh, Ga sân bay 1, Ga sân bay 2. Tàu thông thường dừng lại tại mỗi nhà ga.

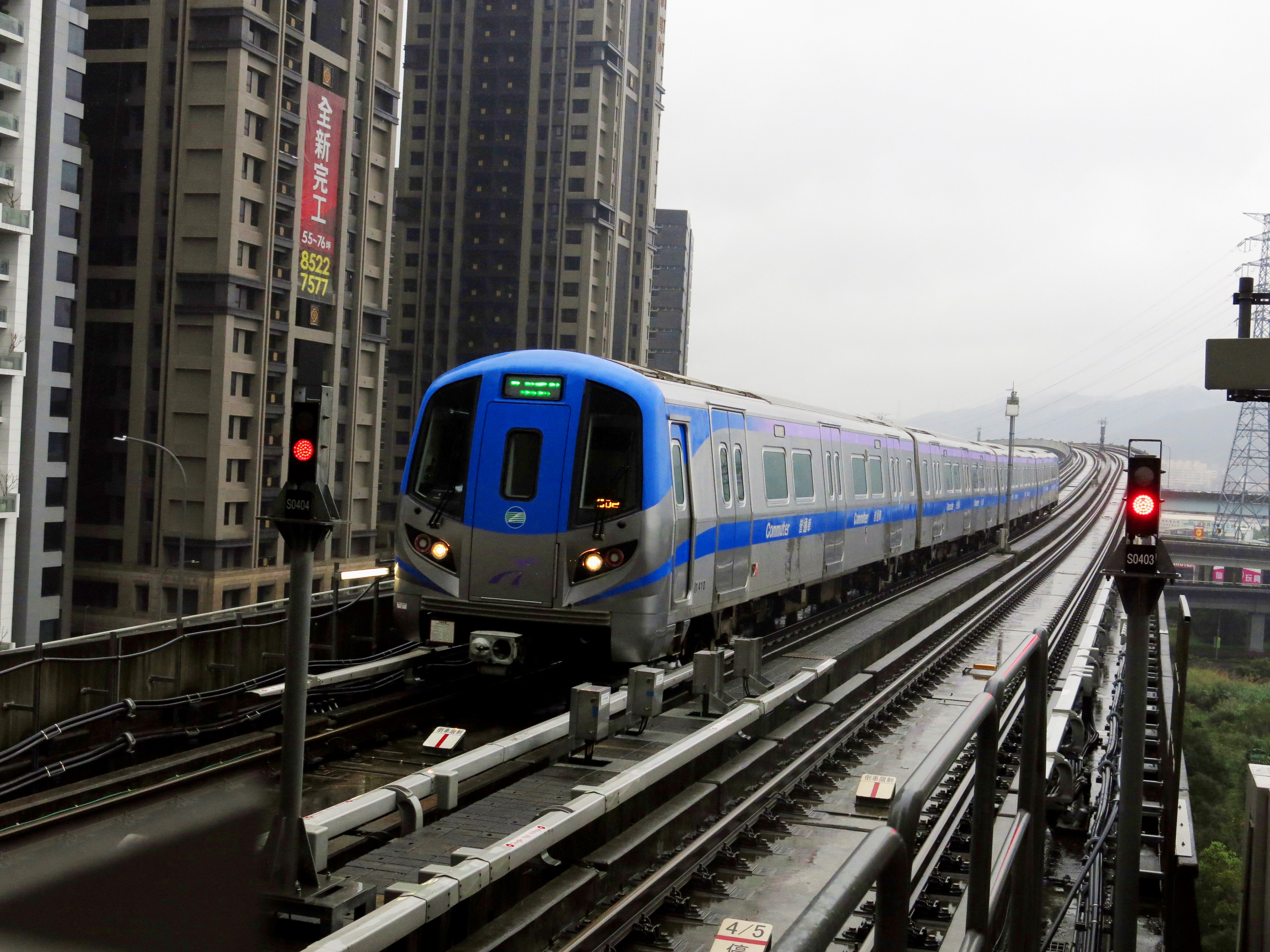
Tàu thông thường
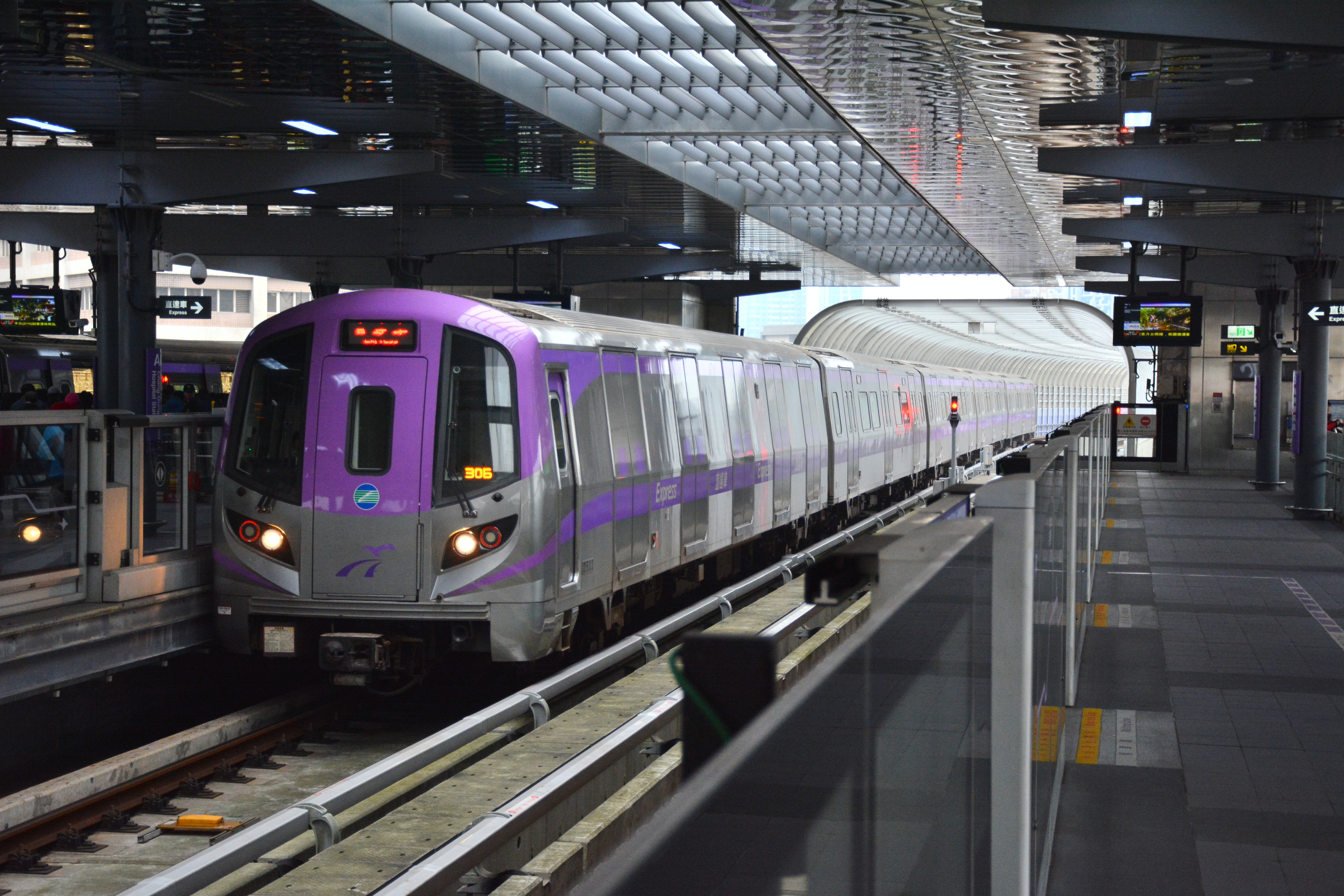
Tàu tốc hành
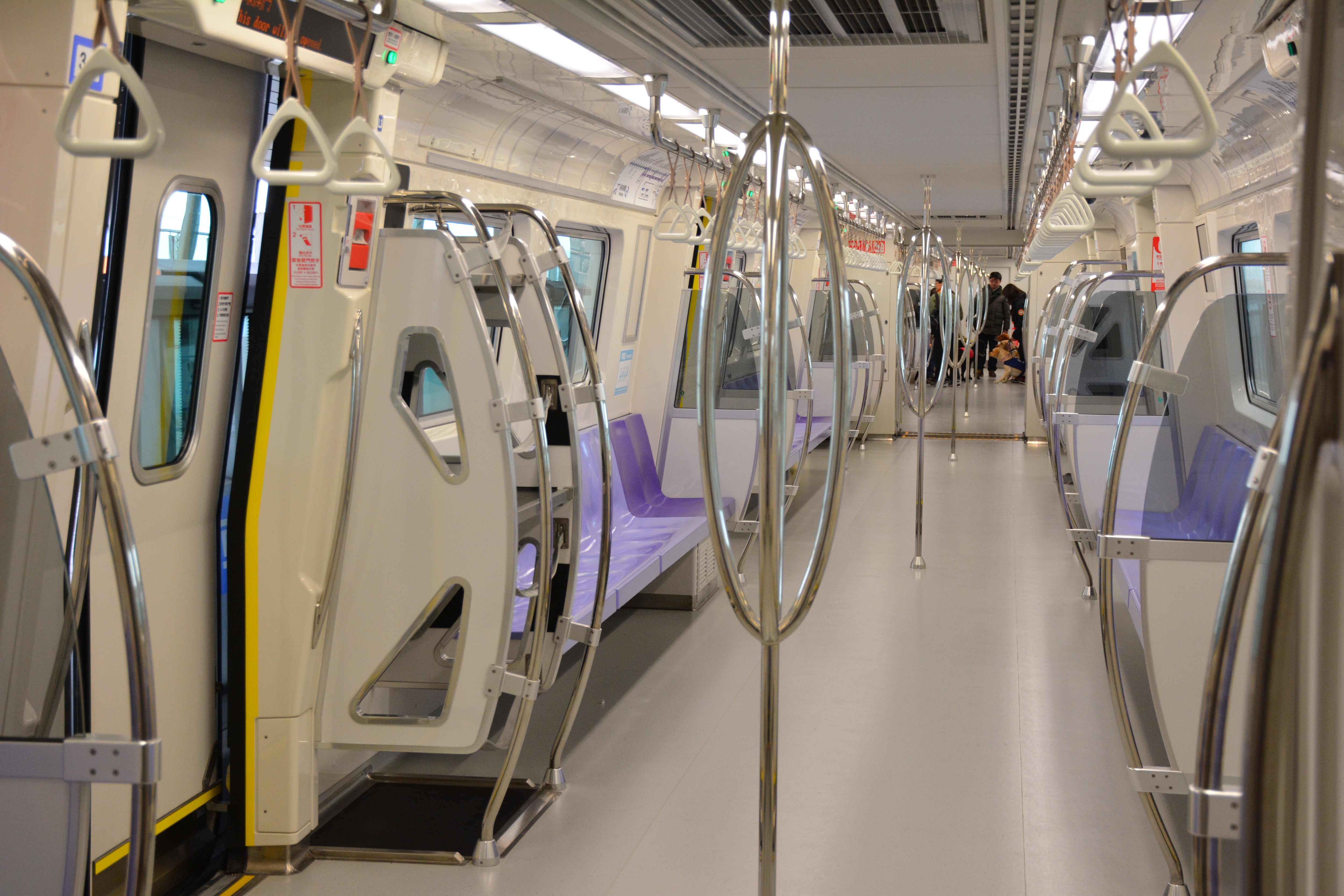
Bên trong tàu thông thường
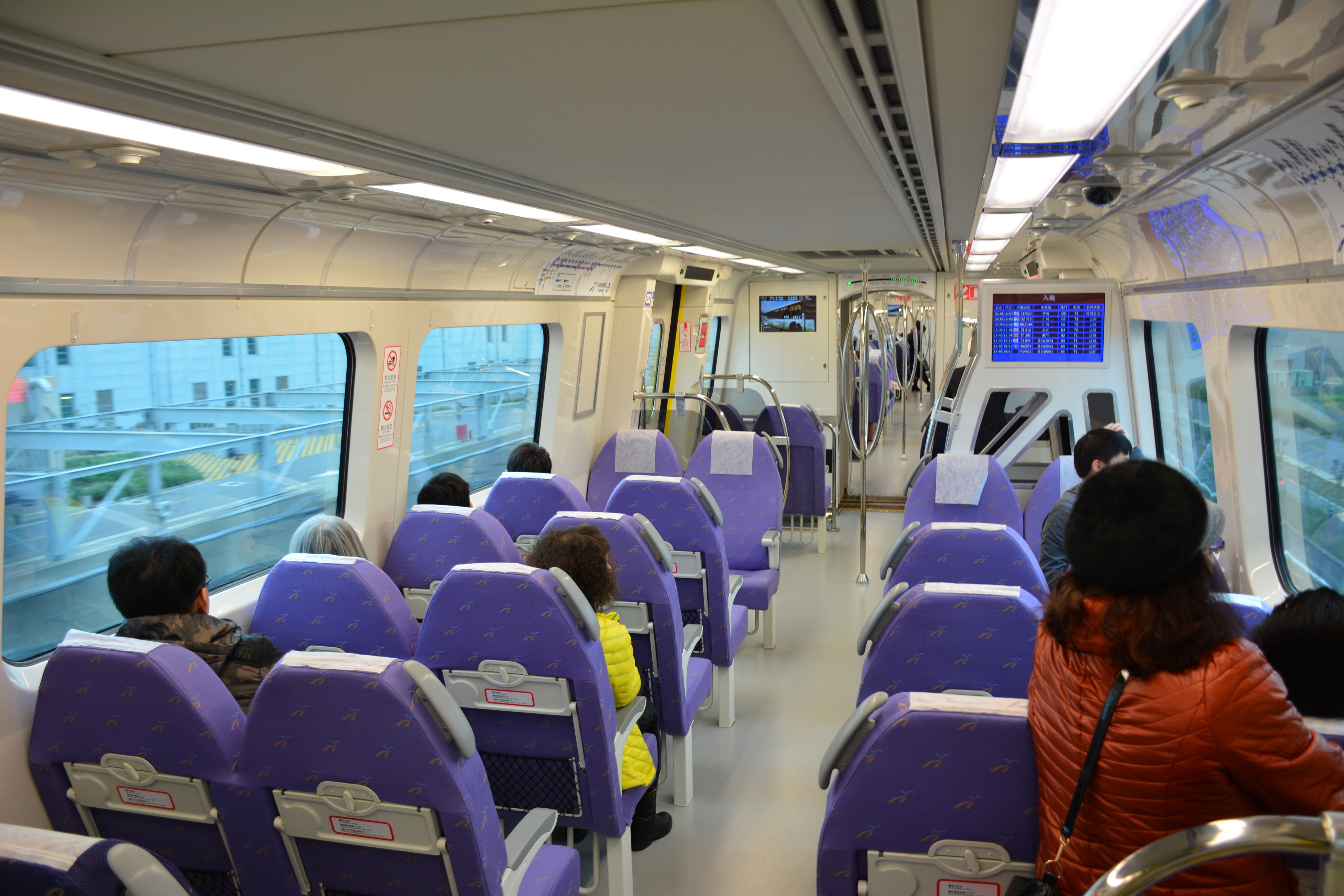
Bên trong tàu tốc hành

### Wi-Fi miễn phí
Wi-Fi miễn phí có sẵn trên toàn bộ hệ thống.

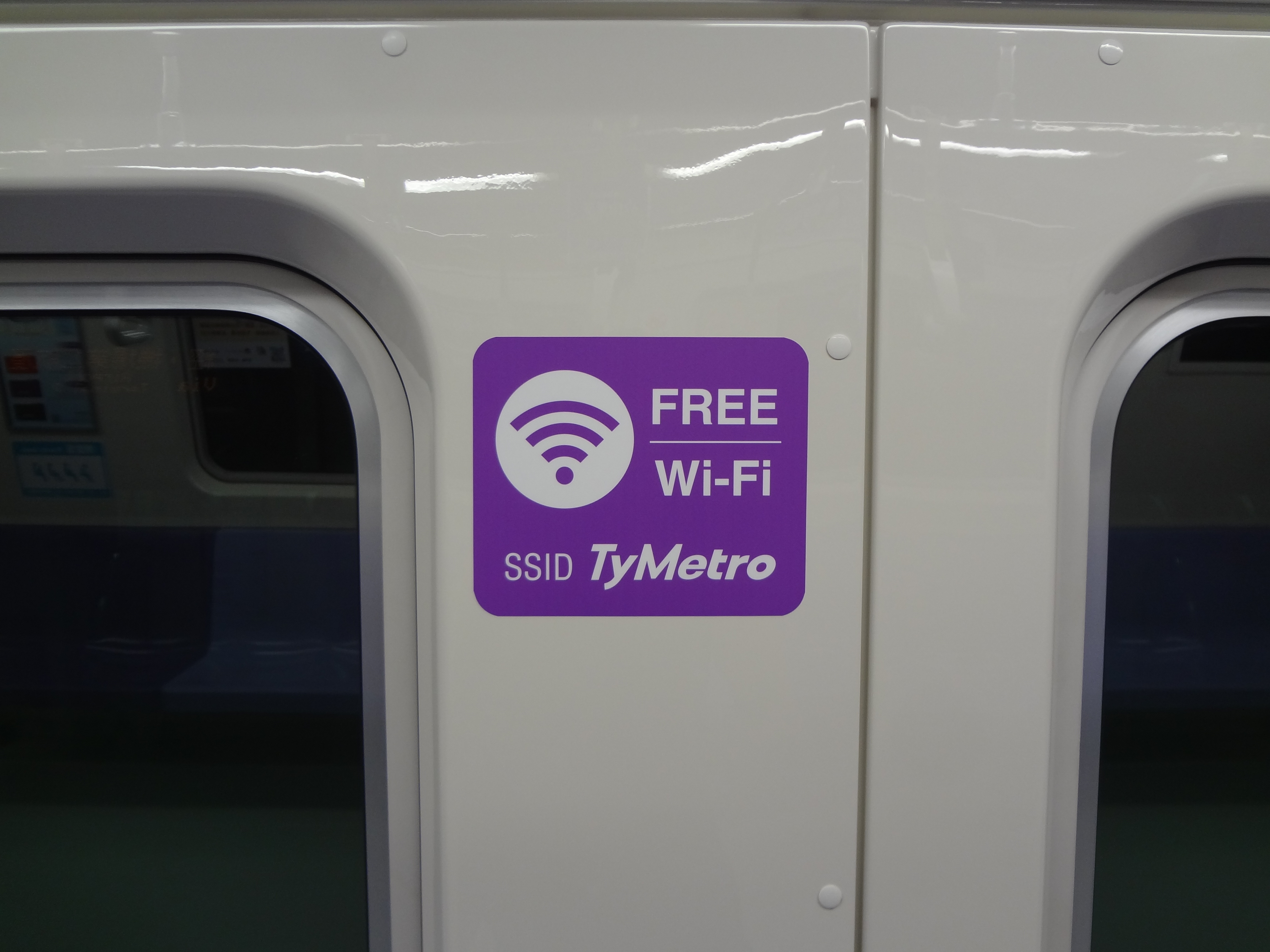
Bảng hiệu Wi-Fi miễn phí trên tàu

## Mở rộng trong tương lại
Tất cả các tuyến sẽ được sử dụng ray khổ chuẩn, ngoại trừ tuyến Đổ Red sẽ sử dụng ray 3 ft 6 in (1.067 mm) vì nó nằm bên tay phải một phần của TRA Tuyến Bờ Tây. Đoạn tuyến Taolin của tuyến Nâu từ Đào Viên đến Shanbi dự tính sẽ xây dựng tuyến xe buýt tốc hành.

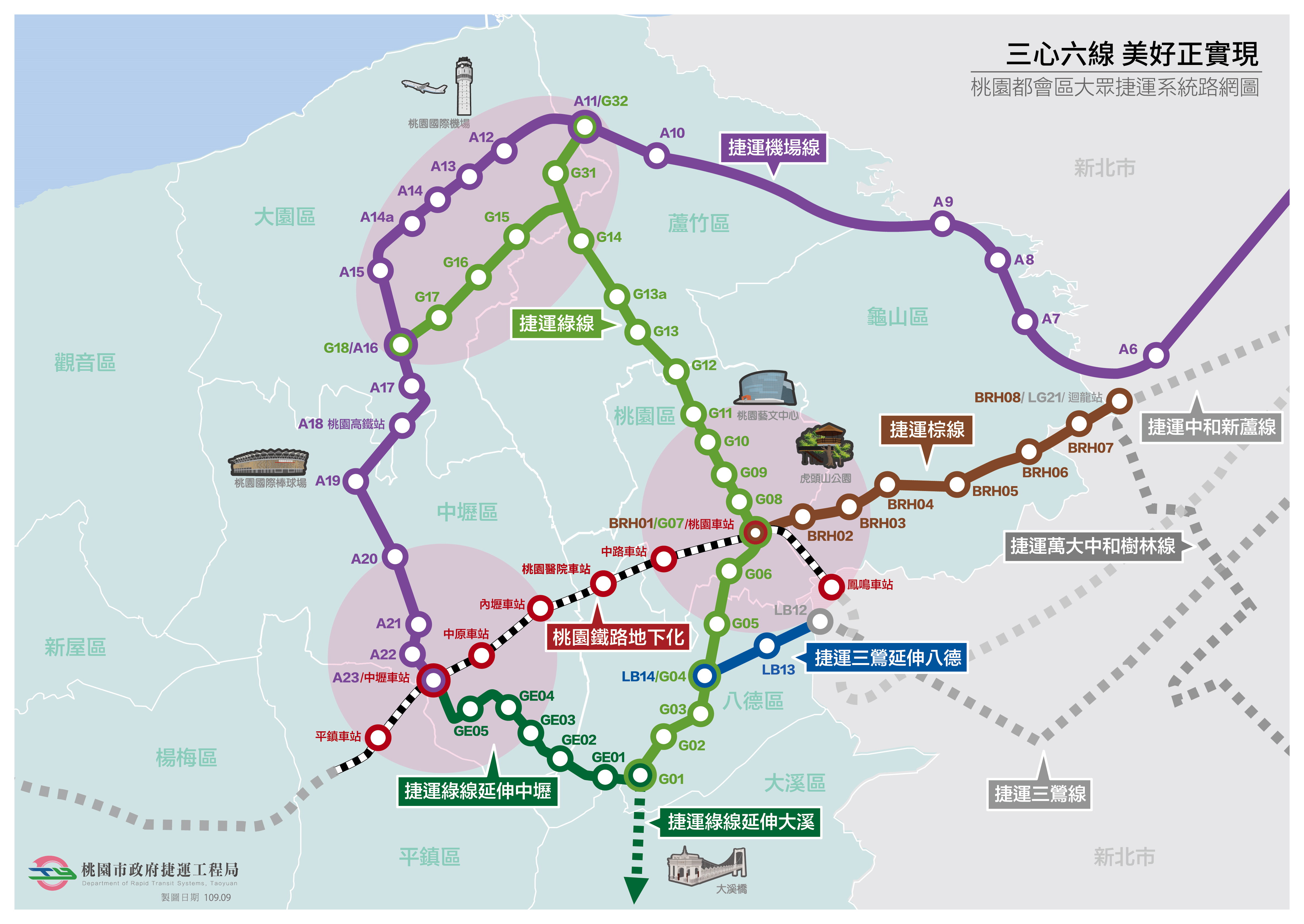
Bản đồ kế hoạch

| Tuyến          | Tuyến       | Tuyến                | Ga cuối                       | Ga cuối              | Độ dài(km) | Tình trạng    |
| -------------- | ----------- | -------------------- | ----------------------------- | -------------------- | ---------- | ------------- |
|                | A           | Sân bay Đào Viên MRT | Hoàn Bắc                      | Trung Lịch           | 2.29       | Đang xây dựng |
| Trung Lịch     | A           | Sân bay Đào Viên MRT | Công viên thể thao Trung Lịch |                      | Kế hoạch   |               |
|                |             | Tuyến chính          | Danan/Bade                    | Khanh Khẩu/Hoành Sơn | 27.2       | Đang xây dựng |
| Tuyến Daxi     | Bade        | Daxi                 | 10                            | Kế hoạch             |            |               |
| Tuyến Zhongli  | Bade        | Zhongli              |                               | Kế hoạch             |            |               |
|                |             | Tuyến chính          | Shanzaiding                   | Tongan               |            | Kế hoạch      |
| Tuyến Longtan  | Shanzaiding | Longtan              | 6                             | Kế hoạch             |            |               |
|                |             | Tuyến Taolin         | Đào Viên                      | Sơn Tị               | 12.5       | Kế hoạch      |
| Tuyến Hồi Long | Đào Viên    | Hồi Long             | 11.5                          | Kế hoạch             |            |               |

## Liên kết
- Công ty tàu điện ngầm Đào Viên – Trang chủ
- Đào Viên MRT Lưu trữ ngày 23 tháng 10 năm 2021 tại Wayback Machine bởi Bộ giao thông, chính phủ thành phố Đào Viên